# Tartak, Jmerînka
Tartak (în ucraineană Тартак) este un sat în comuna Leleakî din raionul Jmerînka, regiunea Vinnița, Ucraina.

## Demografie
Componența lingvistică a localității Tartak
     Ucraineană (98,58%)
     Rusă (1,42%)
Conform recensământului din 2001, majoritatea populației localității Tartak era vorbitoare de ucraineană (98,58%), existând în minoritate și vorbitori de rusă (1,42%).